# Пластинокрыл обманчивый
Пластинокрыл обманчивый (лат. Elimaea fallax) — вид прямокрылых насекомых из семейства настоящих кузнечиков подотряда длинноусых.
Вид описан Г. Я. Бей-Биенко в 1951 по сборам на окраине Уссурийска.

## Описание
Тело в основном зелёное, длиной 17—22 мм у самцов и 17,5—23,5 мм у самок. Верх головы, переднеспинки и задний (верхний) край надкрылий коричневые или пурпурно-коричневые. Усики буроватые с несколькими светлыми колечками. Вершина темени длинная, остроугольная, низкая, в 2,8—4,3 раза уже 1-го членика усиков.
Переднеспинка сверху в передней части цилиндрическая, кзади уплощенная и расширяющаяся, 3,5—4,0 мм длиной у обоих полов, длина боковой лопасти в 1,3 раза превышает ее высоту.
Надкрылья в 6,1—7,6 раза длиннее переднеспинки, с широкоокруглой вершиной, с грязно-рыжими продольными и поперечными жилками, резко выделяющиеся на зелёном фоне, и, как правило, с мельчайшими тёмных точками в ячейках между жилками. Крылья выступают из-под надкрылий на 3,0—4,0 мм у самцов и на 3,5—6,5 мм у самок.
Ноги зелёно-коричневые. Передние бёдра при рассматривании сверху нерезко S-образно изогнутые. Задние бёдра длиной 18—19,5 мм у самцов и 19—21,5 мм у самок, у самцов иногда с несколькими слабыми шипиками.
Церки самцов длинные, тонкие, почти цилиндрические, загнуты внутрь, перед вершиной расширены; вершина церка с плоским заостренным зубцом. Церки самок ясно загнуты внутрь, с тупой вершиной. Генитальная пластинка самцов очень длинная, расщеплена на две узкие лопасти на половину длины; у самок она треугольная, со небольшой выемкой на вершине. Яйцеклад зелёный, около 6 мм длиной, в 1,5 раза длиннее переднеспинки, резко изогнут вверх от основания; на вершине мелко зазубрен.

## Ареал
В России встречается на юге Хабаровского края и в Приморье. Отмечается смещение границ дальневосточного ареала на север (до 2022 приводился только для юга Приморского края), что может быть обусловлено как глобальным потеплением, так и локальной трансформацией местообитаний этого вида.
Общее распространение: Северо-Восточный Китай до полуострова Корея.

## Места обитания
Вид предпочитает заросли кустарников (особенно леспедицы двуцветной), а также высокий травостой полян и опушек в смешанных и широколиственных лесах. Гораздо реже встречается среди луговой растительности.

## Систематика
Один из более чем 160 видов рода Elimaea трибы Elimaeini подсемейства Листовые кузнечики (Phaneropterinae) семейства Настоящие кузнечики (Tettigoniidae).